# Малдун, Роберт
Сэр Ро́берт Дэ́вид Малду́н (англ. Robert David Muldoon; 25 сентября 1921, Окленд, Новая Зеландия — 5 августа 1992, там же) — 31-й премьер-министр Новой Зеландии (1975—1984) и лидер Национальной партии, кавалер ордена Святого Михаила и Святого Георгия, кавалер Почёта.

## Детство и юность
Роберт Дэвид Малдун родился 25 сентября 1921 года в Окленде в семье Джима и Эми Малдун, принадлежавшей к нижнему среднему классу.
В возрасте пяти лет Роберт во время игры упал с ворот и разорвал щеку, из-за чего у него образовался характерный шрам. Когда ему было восемь, его отец попал в психиатрическую лечебницу, в которой пробыл почти 20 лет вплоть до своей смерти, и матери пришлось растить Роберта в одиночку. В это время он оказался под сильным влиянием своей решительной, образованной и обладающей железной волей бабушки по матери Джеруши, убеждённой социалистки. Хотя Малдун никогда не поддерживал её убеждений, её влияние пробудило в нём скрытые амбиции, сильный интерес к политике и неизменное уважение к Новой Зеландии как к социальному государству. Будучи способным ребёнком, Малдун выиграл грант на обучение в Mount Albert Grammar School с 1933 по 1936 год. В 15 лет он окончил школу и устроился на работу в компанию Fletcher Construction служащим по возврату недоимок.

## Начало карьеры
Во время Второй мировой войны Малдун вступил в новозеландскую армию в ноябре 1940 года. Он проходил службу на юге Тихого океана, а затем в Италии. В Италии он служил в одном батальоне моторизованной пехоты со своими будущими коллегами по Национальной партии Дунканом Макинтайром и Джеком Маршаллом. Там же в Италии он завершил бухгалтерское образование и сдал выпускные экзамены. После войны Малдун вернулся в Новую Зеландию и стал первым в стране квалифицированным бухгалтером-калькулятором.
В марте 1947 года Малдун вступил в незадолго до того созданное подразделение Молодых националистов — молодёжное крыло консервативной Национальной партии Новой Зеландии. Он быстро стал активным партийным деятелем и дважды неудачно выставлял свою кандидатуру в парламент в устоявшихся, но уязвимых округах лейбористов в 1954 году (Маунт Альберт) и 1957 году (Вайтемата). В 1960 году он был избран в парламент от пригорода Окленда Тамаки, одержав победу над Бобом Тизардом, который был избран от Национальной партии в 1957 году. Выборы 1960 года привели к власти Кита Холиока, возглавившего 2-е националистское правительство на посту премьер-министра. Малдун представлял округ Тамаки в парламенте следующие 32 года.

### Член правительства
На посту депутата Малдун проявил себя талантливым оратором и усердным работником, и в 1963 году он был назначен заместителем министра финансов Гарри Лэйка. В этой должности он отвечал за успешный переход Новой Зеландии на десятичную денежную систему в июле 1967 года.

### Министр финансов
После смерти Лэйка в 1967 году, Малдун стал его естественным (и единственным очевидным) преемником; в возрасте 45 лет он стал самым молодым министром финансов Новой Зеландии с 1890-х годов. Однако, поскольку Холиок считал Малдуна слишком самоуверенным и честолюбивым, он сделал его лишь восьмым по старшинству в кабинете. Обычно министр финансов был вторым или третьим в правительствах Вестминстерской системы, хотя его преемник Гарри Лэйк был шестым из-за его малого парламентского стажа.
Малдун выступал против абортов и смертной казни. В 1961 году он был одним из десяти депутатов от Национальной партии, которые поддержали лейбористов и проголосовали вместе с оппозицией за исключение смертной казни за убийство из Закона о преступлениях, в который она была включена 2-м националистским правительством. Позже в 1977 году он голосовал против абортов, когда этот вопрос был поставлен на свободное голосование.
С начала своей парламентской карьеры он стал известен как Поросёнок (Piggy); это прозвище закрепилось за ним на всю жизнь, даже среди его сторонников. Сам Малдун, казалось, получал удовольствие от такого образа и позже говорил, что не считает сатирические замечания на свой счёт слишком чувствительными.
Малдун быстро стал влиятельным национальным политиком, многие историки считают его роль в неожиданной победе националистов на выборах 1969 года более важной, чем премьер-министра Холиока или его заместителя Джека Маршалла. Он также продемонстрировал талант, которого недоставало его старшим коллегам — использование появившегося телевидения; комментаторы продолжают считать, что он был одним из самых искусных политиков в использовании СМИ.

### Заместитель премьер-министра
В 1971 году, после ухода в отставку Холиока, Малдун соперничал с Маршаллом за высший пост, он проиграл партийные выборы с небольшим отрывом, но победил в открытых выборах на пост заместителя лидера партии и, соответственно, заместителя премьер-министра.

## Лидер оппозиции
Маршалл выступал на выборах 1972 года под лозунгом «Люди — людям. Сильнейшая команда» — с намёком на собственную неброскую манеру Маршалла, в частности по сравнению со своим заместителем. После 12 лет у власти националисты проиграли эти выборы. После этого Маршалл ушёл в отставку, и его сменил Малдун, став 4 июля 1974 года лидером оппозиции. Многие в руководстве лейбористов считали, что Маршалл не может тягаться с популярным лидером лейбористов Норманом Кёрком.
Со своей стороны Малдун воспользовался удобным случаем — однако это продолжалась недолго, 31 августа 1974 года Кёрк внезапно скончался. На выборах 1975 года Малдун одержал победу над слабым преемником Кёрка Биллом Роулингом, перевернув меньшинство националистов 32—55 в парламенте, в большинство 55—32. Его программа называлась «Новая Зеландия — путь, который выбираете Вы», с обещанием щедрой пенсионной схемы, взамен схемы Кёрка и Роулинга, основанной на взносах работодателей (которая согласно рекламному ролику «Танцующий казак» должна была превратить Новую Зеландию в коммунистическое государство) и взяться исправить «разрушенную экономику» Новой Зеландии. Экономический обозреватель Брайан Гейнор утверждал, что политика Малдуна по отмене сберегательной схемы лейбористов лишила Новую Зеландию шанса перестроить свою экономику.
Лейбористы в ответ начали кампанию «Граждане за Роулинга», которую Малдун назвал «не особо закамуфлированной» атакой на него лично.

## Премьер-министр
Заняв пост лидера партии, Малдун оставался ответственным за финансовую политику, поэтому, став премьером, он также занял пост министра финансов. Малдун заслужил репутацию драчуна, и многие политики и журналисты боялись входить с ним в открытую конфронтацию.
Малдун привёл националистов к победе на выборах 1978 и 1981 годов, однако в обоих случаях лейбористы получали всё больше голосов в целом по стране. Падение популярности не заставило Малдуна изменить свою программу, за годы у власти он стал всё более упорным и автократическим.
«Годы Малдуна» отмечены настойчивыми и изобретательными попытками Малдуна поддерживать социальное государство «с пожизненной поддержкой» в Новой Зеландии, ведущее отсчет с 1935 года, в меняющемся мире.
Экономика страны страдала от последствий энергетического кризиса 1973 года, со вступлением Великобритании в ЕЭС Новая Зеландия утратила крупнейший рынок сбыта, в стране свирепствовала инфляция.
В связи с нефтяным кризисом 1970-х годов, Малдун выступал в поддержку создания автомобилей, работающих на природном газе или использующих смешанное питание от бензина и газа. Бюджет 1979 года поддерживал создание соответствующих технологий. Новая Зеландия стала одной из первых стран, в которых получили распространение автомобили с двойным питанием. Однако предположение, что цены на топливо будут оставаться высокими, не оправдалось.
В апреле 1980 года, столкнувшись с попытками отменить 40 % налог с продаж для записей музыки в Новой Зеландии, Малдун отказался снижать налог заметив, что «50 к одному, что в этой стране продаются записи не Кири Те Канава, а этих ужасных поп-групп, и я не собираюсь отменять налог из-за них». Это замечание было сделано спустя пару дней после следующего высказывания: «Если вы используете слово 'культурный' в его нормальном значении, я не думаю, что Split Enz и Mi-Sex являются культурными». Несколько новозеландских групп ответили Малдуну, в том числе Mi-Sex, которые пригласили его на концерт в Веллингтоне (который он посетил), и группа The Knobz, записавшая песню «Culture?», пародирующую Малдуна и его произношение.
В 1980 году имела место неудачная попытка, известная как «заговор полковников»: заменить Малдуна на более экономически либерального заместителя Брайана Тэлбойса. Однако Тэлбойс довольно неохотно принимал участие в этом, и Малдун с лёгкостью предотвратил интригу. Других серьёзных вызовов власти Малдуна за году его правления не происходило.
В 1970-е годы Малдун стал Кавалером Почёта, а в 1983 году рыцарем Большого Креста ордена Святого Михаила и Святого Георгия, став лишь вторым премьер-министром Новой Зеландии (после сэра Кита Холиока), получившим рыцарское звание во время пребывания у власти.

### Стратегия «смотри шире»
В связи с продолжающимися экономическими проблемами, Малдун попытался контролировать рост заработной платы при помощи компромисса с руководством профсоюзов: сокращение налогов в обмен на отказ от требований дальнейшего повышения оплаты труда. Когда эта стратегия провалилась, в качестве последней меры Малдун полностью заморозил размер заработной платы, цены, процентные ставки и дивиденды по всей стране; чтобы «подсластить пилюлю», одновременно были снижены налоги, что обошлось государству примерно в 1 млрд. новозеландских долларов, и зафиксировало ситуацию в стране в обмен на надежду, что его стратегия «смотри шире (Think Big)», согласно которой правительство прибегло к крупным займам и направило средства в крупномасштабные промышленные проекты, принесёт плоды для всего общества в виде новых рабочих мест и источников дохода. Этого не произошло: большинство проектов стратегии «смотри шире» принесли минимальную прибыль за время пребывания Малдуна в должности премьера, а многие были затруднены трудовыми спорами. Перед лицом дефицита сбора налогов и недостатка миллиарда долларов в казне, Малдун был вынужден урезать финансирование социальных выплат и сельскохозяйственных субсидий. Помимо всего прочего, замораживание цен и заработной платы, введённое сроком на один год, продолжалось около двух лет. Спустя годы Малдун признал, что замораживание было политической ошибкой.

### Антилопий тур 1981 года
Намерение Малдуна сдержать своё обещание не позволить политике вмешиваться в спорт, привело к его отказу запретить Антилопий тур 1981 года. Антилопами называлась национальная сборная ЮАР по регби эпохи апартеида. Разрешая «тур», Малдун нарушил соглашение Глениглс 1977 года (о проведении согласованной политики в области спорта среди стран Содружества по отношению к ЮАР, подписанное после бойкота Летних Олимпийских игр 1976 в Монреале рядом африканских стран). Однако Малдун заметил, что соглашение Глениглс было исправлено, а в статье в газете The Times утверждал, что он не нарушил соглашения поскольку «Новая Зеландия и затем другие страны ясно указали, что они не могут подписывать соглашения, ограничивающие свободы своих спортсменов и запрещающие спортивные контакты».
«Тур» — название, под которым он стал известен, вызвал массовые демонстрации, создание группы общественного давления Запрета всех расистских туров (Halt All Racist Tours; HART), и прежде невиданный раскол общественного мнения Новой Зеландии. Малдун твёрдо выступал за проведение тура, заявляя, что спорт и политика должны быть отделены друг от друга. Он заявлял, что его отказ запретить проведение тура был антиавторитарным, оставляя за гражданами свободу выбора принимать ли участие в соревнованиях с представителями апартеида. Он также заявлял, что разрешение тура сборной по регби означает поддержку апартеида не более, чем соревнование с советской сборной означает поддержку коммунизма. Несмотря на шумиху вокруг «тура», Национальная партия во главе с Малдуном одержала победу на последовавших выборах, прошедших спустя несколько месяцев.

### Фолклендская война
В 1982 году правительство Малдуна поддержало Великобританию в Фолклендской войне. Хотя Новая Зеландия не принимала непосредственного участия в конфликте, Малдун распорядился отправить фрегат ВМФ Новой Зеландии Canterbury в Индийский океан в поддержку английским судам. Таким образом, он мог принять участие в конфликте. Также Новая Зеландия разорвала дипломатические отношения с Аргентиной. В защиту участия в войне Малдун написал статью, опубликованную в газете The Times под заголовком «Почему мы на стороне метрополии». По словам Маргарет Тэтчер, Малдун сказал о своей позиции относительно Фолклендских островов: «Жители Фолклендских островов одна семья», и напомнил ей: «Не забывайте, мы в Новой Зеландии остаёмся членами этой же семьи».

### Тесные экономические отношения
Малдун инициировал создание программы свободной торговли с Австралией под названием «Тесные экономические отношения» (Closer Economic Relations; CER) с целью либерализации торговли, который вступил в действие с 1 января 1982 года. Полностью свободная торговля между двумя странами была достигнута в 1990 году на пять лет раньше срока.

### Противоядерная политика и досрочные выборы 1984 года
В конце срока полномочий правительства Малдуна разгорелся конфликт с Мэрилин Уоринг, депутатом от Национальной партии, по вопросу противоядерного законодательства, которое давно обсуждалось и поддерживалось оппозицией. В результате Уоринг перешла на сторону оппозиции (что принесло победу лейбористам в этом вопросе). Будучи явно нетрезвым, Малдун объявил о проведении внеочередных парламентских выборов 14 июля 1984 года (большинство комментаторов отметили неудачное совпадение с днём взятия Бастилии). Он потерпел тяжёлое поражение от Лейбористской партии, переживавшей подъём во главе с Дэвидом Лонги. Лейбористы получили 56 мест в парламенте против 37 у националистов, голоса сторонников которые разделились, в частности в пользу партии Новой Зеландии.
Согласно неизменному правилу новозеландской политики, премьер-министр не объявляет досрочных выборов, кроме случаев, когда он или она не может далее руководить, или вынужден обратиться к поддержке избирателей по вопросам государственной важности (как это было в 1951 году). Малдун оправдывал проведение досрочных выборов тем, что конфликт с Уоринг затрудняет его властные полномочия. На самом деле было очевидно, что Малдуну сложно проводить финансовые меры при противодействии неолибералов вроде Рут Ричардсон и Дерека Квигли, голосующих против соответствующих законопроектов правительства. Тем не менее, некоторые историки относятся к таким объяснениям критически, поскольку Уоринг заявила, что она не отказывала Малдуну в доверии или поддержке и не мешала его правлению, поскольку у правительства были конституционные средства управления.

### Валютный курс и конституционный кризис
Последним конфликтом, произошедшим во время подготовки к выборам, который привёл к смене правительства, стал следующий случай: в начале 1984 года Роберт Дин, будущий заместитель управляющего Резервного банка Новой Зеландии озаботился тем, что новозеландский доллар, который имел фиксированный курс к доллару США, стал значительно переоценён и уязвим для валютных спекуляций на рынке в случае «политических изменений». Это усугубилось слухами в СМИ, вызванными утечкой информации о том, что будущая администрация лейбористов планирует значительно девальвировать новозеландский доллар после прихода к власти. Резервный банк рекомендовал Малдуну девальвировать доллар. Малдун игнорировал этот совет, полагая, что это нанесёт ущерб бедным новозеландцам в середине срока. В июне 1984 года он объявил внеочередные выборы, что вызвало, как и предполагалось, немедленное падение доллара.
После выборов конфликт вокруг курса доллара вызвал конституционный кризис: Малдун отказывался выполнять инструкции будущего правительства, тем самым усугубив валютный кризис. Однако в конце концов он был вынужден уступить давлению со стороны руководства собственной партии.
После девяти лет правления полномочия Малдуна истекли. После очередных выборов к власти пришло 4-е лейбористское правительство, состовшее из неолибералов, которые неожиданно стали проводить ряд радикальных рыночных реформ, получивших название (по имени лейбористского министра финансов Роджера Дугласа) «роджерномики», и которые были продолжены в 1990-94 годах следующим националистским правительством под именем (по имени националистского министра финансов Рут Ричардсон) «рутаназия». Этот курс коренным образом отличался от государственного вмешательства в экономику при Малдуне.

## Последние годы
Вскоре после выборов Малдуна сменил на посту лидера Национальной партии его заместитель Джим МакЛэй. МакЛэй занимал этот пост два года, подвергаясь конкуренции со стороны Малдуна и других. В 1986 году его сместил собственный заместитель (креатура Малдуна), Джим Болджер, занимавший во второй половине срока Малдуна пост министра труда. Болджер назначил Малдуна официальным представителем министерства иностранных дел, сталкивая его непосредственно с Дэвидом Лонги.
Малдун оставался депутатом парламента от округа Тамаки почти до самой своей смерти. Он застал неолиберальные реформы 4-го лейбористского правительства, известными как «роджерномика», и к своему ужасу — такую же политику националистского правительства (во главе с собственным соратником Болджером, после убедительной победы 1990 года). Совесть Малдуна не позволяла ему голосовать с лейбористами против предлагаемых правительством Болджера сокращений социальных пособий и он предпочитал воздерживаться.
Малдун также выступал против легализации гомосексуальных отношений, при обсуждении предложенного лейбористами закона о реформировании законодательства относительно гомосексуалистов в 1985 году, тем не менее в 1986 году закон был принят.
Хотя он оставался очень популярен у части общества, в частности среди пожилых людей, он быстро сошёл с политической сцены. Его биограф Барри Густавсон, который называл себя скорее противником Малдуна, пишет, что он оставался активным парламентарием от округа Тамаки, немедленно реагируя на проблемы всех слоёв населения. Он продолжал писать в международные экономические журналы, заявляя что безработица, выросшая в результате рыночных реформ, нанесла больше ущерба, чем принесла выгоды. Эта точка зрения стала популярной ко времени 5-го лейбористского правительства в 1999 году.
Малдун ненадолго занялся работой в театре, приняв участие в постановке новозеландской версии мюзикла The Rocky Horror Show в Оклендском театре Её Величества (который был снесён вскоре после завершения постановки), читая текст от автора. Он также принял участие в телерекламе Panasonic, телесериалах для детей Terry and the Gunrunners (в роли Арноса Грова) и Friday Frights (в роли хозяина); кроме того, Малдун вёл радиошоу под названием Lilies and Other Things, названного так в честь его любимого цветка, на Radio Pacific.
В эфире этого шоу 17 ноября 1991 года, Малдун объявил о своём уходе из парламента; официально это произошло 17 декабря. На мероприятии, посвященном его уходу, была показана видеозапись обращений Рональда Рейгана (он только начинал в разгар эпохи Малдуна) и Маргарет Тэтчер. Вскоре Малдун серьёзно заболел и скончался в госпитале 5 августа 1992 года в возрасте 70 лет.
Он похоронен на кладбище Пурева, Мидоубэнк, Окленд.

## Наследие
Малдун остаётся одной из наиболее сложных, интересных и неоднозначных фигур в истории Новой Зеландии. Он разделил людей на тех, кто его любит, и тех, кто его ненавидит. Лишь выросшие после его ухода с поста премьера смогли остаться нейтральными. Для его врагов «Поросёнок» Малдун — премьер-диктатор, который почти разрушил общество и экономику страны своими амбициями.
Для его сторонников, которых называли «Мафия Роба (Rob’s Mob)» Малдун — это образец новозеландского национального характера, стоявший на стороне «простого мужика» (как он сам себя называл) и международного деятеля. По иронии судьбы, он стал покровителем банды маори «Чёрная сила», для которой он создал рабочие места и программы по уходу за женщинами и детьми, связанными с бандой. Участники банды выразили ему своё уважение, исполнив два традиционных танца хака на его похоронах в 1992 году.
Историки Густавсон и Брайан Истон критикуют Малдуна: согласно им, он проводил совершенно неприемлемую политику. Некоторые заявляют, что он несёт ответственность за болезненные рыночные реформы 1984—1993 годов, поскольку за длительное время пребывания у власти он форсировал неизбежные реформы слишком быстро и жёстко. Однако не все согласны с такой точкой зрения, многие полагают, что рыночные реформаторы 1980—90-х годов использовали критику Малдуна для оправдания своих радикальных программ.
Став премьером, Малдун заявил, что он надеется оставить Новую Зеландию «не хуже, чем я получил её». Он был наиболее влиятельной фигурой в новозеландской политике в течение десятилетия и продолжает влиять на действия правительства по сей день. Густавсон оставил ему следующую эпитафию: «К 1992 году Новая Зеландия не стала тем, чего хотел Малдун и многие другие новозеландцы, но он был не готов принять всю вину на себя. Малдун умер нераскаявшимся и остался при убеждении, что его путь, пусть и несовершенный, был самым лучшим.»

## Личная жизнь
В 1951 году Малдун женился на Тее Дэёл Флайгер. У них было трое детей, которые пережили его. В 1993 году леди Малдун было пожаловано звание Дамы-командора Ордена Британской империи и орден «За службу королеве» в 1984 году. Тея Малдун скончалась 24 февраля 2015 года.

## Память
В 1995 году в телевизионном мини-сериале Fallout, посвящённом концу срока националистического правительства Малдуна роль сэра Роберта Малдуна исполнил актёр Иэн Мун.